# 热纳克
热纳克（法語：Genac，法語發音：[ʒənak]）是法国夏朗德省的一个旧市镇，位于该省中部偏西北，属于干邑区。2016年1月1日，热纳克与相邻的比尼亚克合并为新市镇热纳克-比尼亚克（Genac-Bignac）并成为政府驻地。

## 地理
热纳克（45°47'56"N, 0°1'32"E）面积25.84 平方千米，位于法国新阿基坦大区夏朗德省，该省份为法国西部内陆省份，北起德塞夫勒省和维埃纳省，东临上维埃纳省，东南至多尔多涅省，南至多爾多涅省，西接滨海夏朗德省。
与热纳克接壤的市镇（或旧市镇、城区）包括：比尼亚克、拉沙佩勒、古尔维尔、马西亚克-朗维尔、圣西巴尔多、圣热尼迪耶尔萨克、武阿尔特。

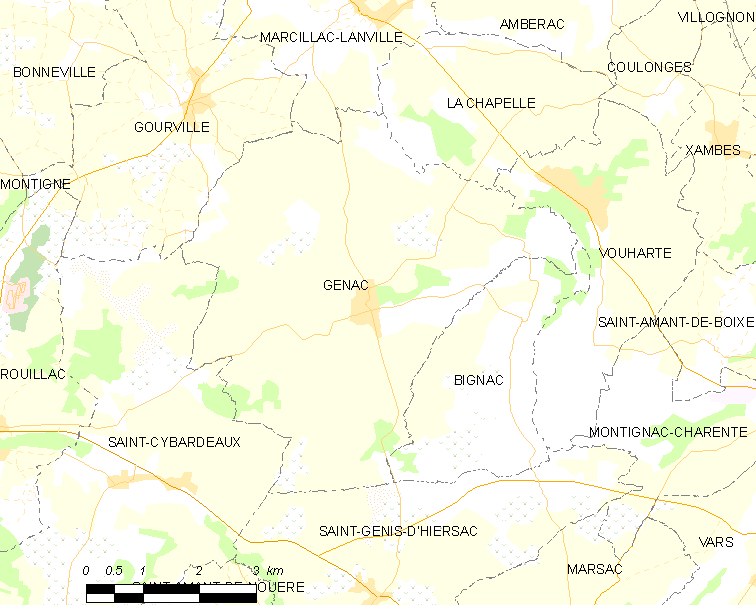
热纳克的OSM定位图

热纳克的时区为UTC+01:00、UTC+02:00（夏令时）。

## 行政
热纳克的邮政编码为16170，INSEE市镇编码为16148。

## 政治
热纳克所属的省级选区为努埃尔河谷县。

## 人口

1962-2008年间热纳克人口变化图示

热纳克于2018年1月1日时的人口数量为765人。